# الثقافة اليبرودية

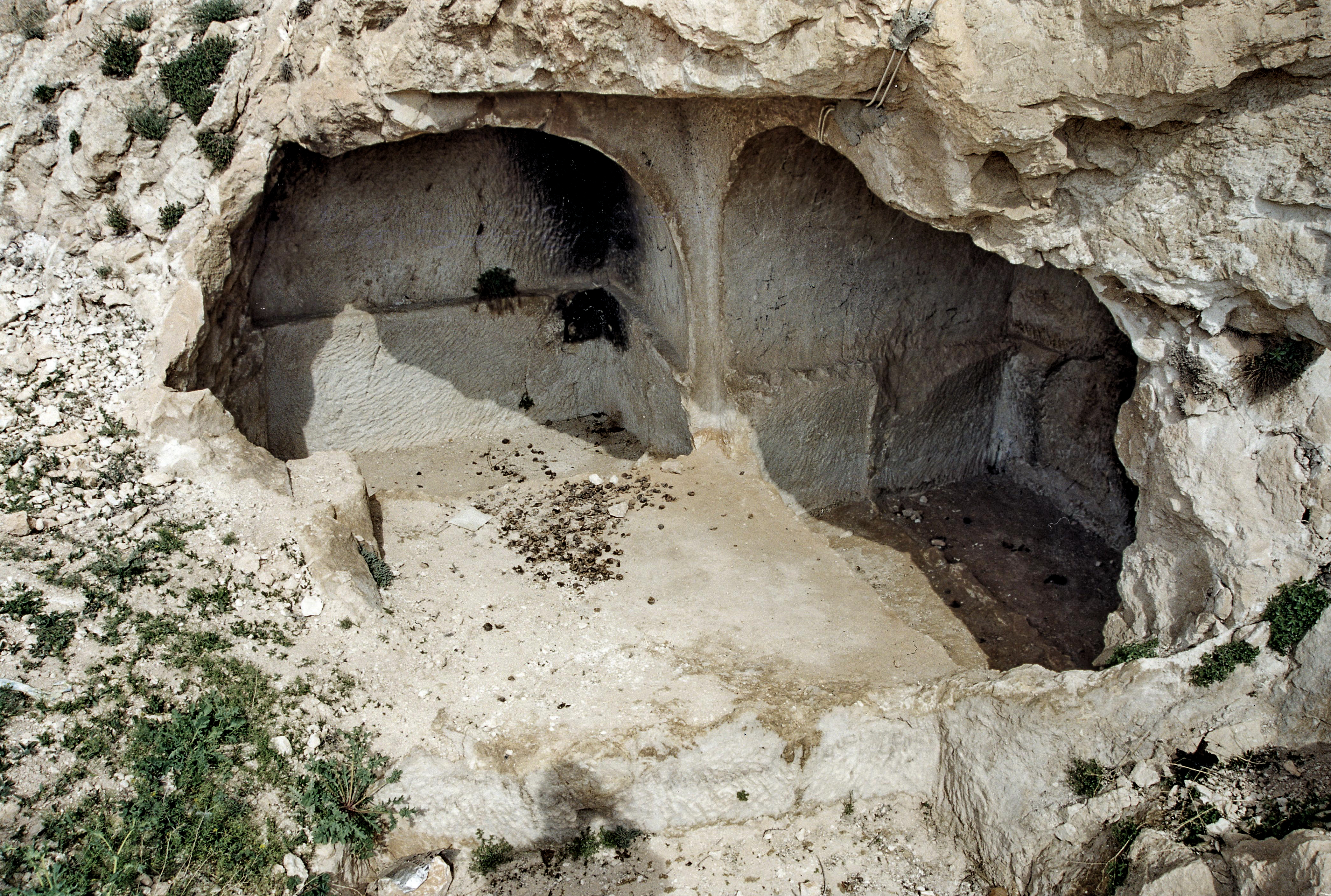

الثقافة اليبرودية أو الحضارة اليبرودية (بالإنجليزية: Yabrudian culture )‏فترة حضارية بسمات صناعية ترجع إلى العصر الحجري القديم الأوسط في المشرق العربي بين نحو 250ـ150 ألف سنة خلت. اتخذت اسمها من كهوف يبرود السورية في جبال القلمون القريبة من دمشق، حيث وجدها ألفرد روست. وقد تطورت في هذه السحنة الصناعية التقصيب الليفلوائي، وشاعت المقاحف، وهي مقاحف بسيطة مستعرضة، بعضها منحرف، تشذيباتها على شكل حراشف السمك. وللمقاحف اليبرودية سطح طرق عريض، وهي مشذبة، في الغالب، على جانبين متقاربين، محورهما شديد الانحناء بالنسبة إلى محور الشظية. وتنسب اليبرودية أحيانا إلى إنسان النياندرتال، إلا أنها على الأرجح، أسبق منه.

## المرجع
1. ↑  Malinsky-Buller، Ariel (4 أبريل 2016). "The Muddle in the Middle Pleistocene: The Lower–Middle Paleolithic Transition from the Levantine Perspective". Journal of World Prehistory. ج. 29. DOI:10.1007/s10963-016-9092-1. مؤرشف من الأصل في 2018-04-01.
2. 1 2  "يبرود | الموسوعة العربية". www.arab-ency.com. مؤرشف من الأصل في 2017-03-30. اطلع عليه بتاريخ 2018-05-14.
3. ↑  Shimelmitz, Ron; Kuhn, Steven L.; Ronen, Avraham; Weinstein-Evron, Mina (5 Sep 2014). "Predetermined Flake Production at the Lower/Middle Paleolithic Boundary: Yabrudian Scraper-Blank Technology". PLOS ONE (بالإنجليزية). 9 (9): e106293. DOI:10.1371/journal.pone.0106293. ISSN:1932-6203. Archived from the original on 2018-04-01.{{استشهاد بدورية محكمة}}:  صيانة الاستشهاد: دوي مجاني غير معلم (link)
4. ↑  "المديرية العامة للآثار والمتاحف". www.dgam.gov.sy. مؤرشف من الأصل في 2018-10-02. اطلع عليه بتاريخ 2018-05-13.

- أبو غنيمة، خالد. 2009؛ معجم مصطلحات ما قبل التاريخ. الأردن: جامعة اليرموك.